# The Astronauts (groupe)
The Astronauts est un groupe américain de surf music, originaire de Boulder.

## Histoire
Les Astronauts sont issus d'un groupe, The Stormtroupers, initialement formé à la Boulder High School, dans le Colorado en 1956 par Jon "Storm" Patterson (chant, guitare), Robert Graham "Bob" Demmon (guitare, né le 11 février 1939), et Brad Leach (batterie). En 1961, ils deviennent The Astronauts après avoir pris comme membres Richard Otis "Rich" Fifield (chant, guitare) et Dick Sellars (guitare), le changement de nom du groupe met fin aux connotations fascistes du nom précédent (malgré l'orthographe différente) et pour rendre hommage au héros local, l'astronaute Scott Carpenter. Patterson passe à la basse, Leech est remplacé à la batterie par Jim Gallagher, et peu de temps après, Sellars part rejoindre l'US Navy, remplacé par Dennis Lindsey. Avec un line-up composé de Demmon, Patterson, Fifield, Lindsey et Gallagher, le groupe acquiert une solide réputation locale, tourne jusqu'à Chicago et Dallas, et sort son premier single, Come Along Baby, en 1962, sur le petit label de Chigago Palladium. Ils signent chez RCA Records après qu'un dirigeant d'une maison de disques fut impressionné par leur performance dans une boîte de nuit locale, le Tulagi.
Le premier single pour RCA est Baja, un instrumental écrit par Lee Hazlewood à l'origine pour son ami, le guitariste Al Casey. Sorti par The Astronauts début 1963, le morceau surf typique atteint la 94e place du Billboard Hot 100 pendant seulement une semaine. Ils sortent ainsi une succession d'autres singles pour RCA, dans une tentative de la maison de disques d'imiter le succès des Beach Boys et d'autres groupes liés à la musique surf. Patterson et Fifield se partagent le chant principal. Le groupe enregistre des chansons de Roger Christian, Gary Usher, Dick Dale et Henry Mancini notamment. Fifield, le guitariste principal, utilise une Fender Jazzmaster sur les enregistrements, avec un premier prototype d'unité de réverbération personnellement prêté au groupe par Leo Fender. Leur chanson de 1965 Tomorrow's Gonna Be Another Day est reprise par The Monkees en 1966.
En plus d'une succession de singles et d'EP, le groupe sort quatre LP sur neuf mois, à partir de mai 1963. Surfin' with The Astronauts atteint la 61e place du Billboard 200.
Ils apparaissent à plusieurs reprises dans l'émission télévisée Hullabaloo et ont la particularité d'apparaître dans plusieurs Beach party movies : Surf Party (en), Wild on the Beach (en), Wild Wild Winter et Out of Sight.
En 1964, leur maison de disques découvre qu'ils ont une base de fans croissante au Japon, où ils vendent plus que les Beach Boys et tournent avec The Ventures. Cinq albums et trois singles sont présents dans le top 10, Movin’, rebaptisé Over The Sun est numéro un dans le pays.
En tout, The Astronauts enregistrent neuf albums. Gallagher et Lindsey sont enrôlés pour la guerre du Vietnam avant le dernier album, Travelin’ Men en 1967, et sont remplacés respectivement par Mark Bretz et Rod Jenkins. Demmon part également, remplacé par Robert Carl McLerran, avant que Fifield et Patterson ne décident finalement de mettre fin au nom du groupe après une tournée en Asie en 1968.
Pendant un certain temps, le même groupe composé de Fifield, Patterson, McLerran, Bretz et Jenkins, se produit aux États-Unis sous le nom de Sunshine Ward, qui sort un single, Sally Go Around The Roses, en 1967. Patterson quitte le groupe et le milieu de la musique, Fifield et McLerran forment un nouveau groupe, Hardwater, avec Tony Murillo et Peter M. Wyant. En 1968, le groupe sort deux singles et un album, Hardwater, chez Capitol Records, produit par David Axelrod.
Fifield a un rôle en aidant Axelrod et l'ingénieur du son David Hassinger, qui détient les droits sur le nom du groupe The Electric Prunes, à trouver un nouveau groupe de musiciens pour reprendre le nom de ce groupe pour leur disque, Mass in F Minor. Fifield contacte d'autres musiciens du Colorado, Richard Whetstone, John Herron et Mark Kincaid, qui acceptent de créer l'une des formations finales de The Electric Prunes.
The Astronauts se réunissent temporairement pour se produire à Boulder, Colorado, en 1974, 1988 et 1989.
Dennis Lindsey meurt à Boulder, Colorado, le 4 mai 1992. Mark Bretz meurt le 15 août 1999, à 54 ans. Robert "Bob" Demmon travaille comme enseignant à Coronado (Californie) (il a pour élève George Sanger), il meurt d'un arrêt cardiaque le 18 décembre 2010, à 71 ans. Rich Fifield meurt le 18 novembre 2021. Jim Gallagher meurt le 20 novembre 2021, à 78 ans.

## Discographie

### États-Unis

#### Singles
The Astronauts
- Come Along Baby / Tryin' To Get To You (Palladium, 1962)
- Baja / Kuk (RCA Victor, 1963)
- Hot-Doggin' / Every One But Me  (RCA Victor, 1963)
- Competition Coupe / Surf Party  (RCA Victor, 1963)
- Swim, Little Mermaid / Go Fight For Her  (RCA Victor, 1964)
- Main Title From 'Ride The Wild Surf' / Around And Around  (RCA Victor, 1964)
- I'm A Fool / Can't You See I Do?  (RCA Victor, 1964)
- Almost Grown / My Sin Is Pride  (RCA Victor, 1965)
- Tomorrow's Gonna Be Another Day / Razzamatazz  (RCA Victor, 1965)
- It Doesn't Matter Anymore / The La La Song  (RCA Victor, 1965)
- Main Street / In My Car  (RCA Victor, 1966)
- I Know You, Rider / Better Things (RCA Victor, 1967)

Sunshine Ward
- Sally Go Around The Roses / Pay The Price (RCA Victor, 1968)

Hardwater
- City Sidewalks / Not So Hard (Capitol, 1968)
- Plate Of My Fare / Good Old Friends (Capitol, 1969)

#### EPs
- The Astronauts (Wurlitzer Disco EP Vol I  WLP-9-100) 33 Stereo Jukebox EP
- The Astronauts (Wurlitzer Disco EP Vol II  WLP-10-100) 33 Stereo Jukebox EP

#### Albums
The Astronauts
- Surfin' With The Astronauts (1963)
- Everything Is A-OK! (1963) (live)
- Competition Coupe (1963)
- Astronauts Orbit Kampus (1964) (live)
- Rockin' With The Astronauts (1965)
- Go...Go...Go!! (1965)
- (Favorites) For You, (Our Fans), From Us (1965)
- Down The Line (1966)
- Travelin' Men (1967)

Hardwater
- Hardwater (1968)

### Japon

#### Singles
- Che Che Che (RCA Victor, 45 RPM)
- Unchain My Heart/Twist and Shout (Victor SS-1568
- Movin'/Unchain My Heart (Victor spv-12)
- Koi O Surunara/Che Che Che (Victor 1254)
- James Bond Theme/Goldfinger (Victor 1526)
- Taste of Honey/Thunderball (Victor 1647)
- Pipeline/Movin’ (VictorSS-3310)
- Heartbreak Hotel/A Big Hunk of Love (Victor SS-1640)
- Swim Little Mermaid/Go Fight Fight for Her (Victor Ss-1547)
- Main Title Theme Ride The Wild Surf/Around and Around (Victor SS-1503)
- El Aguila (The Eagle)/Happy Ho-Daddy (Victor SS-1467)
- Surf Party/Kuk (written by the Astronauts) (Victor SS-1444)
- Let's Play House/Movin’ (Victor SS1428)
- Pipeline/Movin'(Gold Standard Series; Victor SS-2563)
- What'd I Say/Money (Victor SS-1483)
- Movin’/Pipeline (RCA SS-3316)
- My Sin Is My Pride/Almost Grown (Victor SS1538)
- Pyramid Stomp/Little Speedy Gonzales (Victor SS-1697)

#### EPs
- Hit Parade Victor SCP-1209  33 Stereo EP
- Movin' (Victor SRS-13) 33 Stereo EP
- The Astronauts (Victor SCP-1111)  33 Stereo EP
- Surfin' (Victor CP-1128) 33 Stereo EP
- Go Fight!! (Victor SCP 1191) Stereo EP